# کانتاس‌سور
کانتاس‌سور (نام علمی: Qantassaurus) نام یک گونه از شاخه طنابداران است.